# 蒙特·尼茨科夫斯基
蒙特·尼茨科夫斯基（英語：Monte Nitzkowski，1929年9月7日—2016年7月28日），美国游泳运动员、水球教练。他曾代表美国参加1952年夏季奥林匹克运动会游泳比赛。他也曾带领美国国家男子水球队参加1972年、1976年和1984年夏季奥运会。